# Maniwci
Maniwci (ukr. Манівці, hist. pol. Maniowce) – wieś na Ukrainie, w obwodzie chmielnickim, w rejonie chmielnickim, w hromadzie Krasiłów. W 2023 liczyła 465 mieszkańców.